# 5045 Hoyin
5045 Hoyin è un asteroide della fascia principale. Scoperto nel 1978, presenta un'orbita caratterizzata da un semiasse maggiore pari a 3,1355033 UA e da un'eccentricità di 0,1915029, inclinata di 2,56784° rispetto all'eclittica.